# Gran Premio di Siracusa 1960
L'edizione del Gran Premio di Siracusa 1960 fu riservata alle monoposto di Formula 2 con cilindrata di 1,5 litri. I protagonisti, oltre al vincitore Wolfgang Von Trips, che pilotava l'unica Ferrari Dino 156 a motore anteriore presente, furono Stirling Moss, al volante di una Porsche 718 F.2 blu scuro del team di Rob Walker ed il campione del mondo in carica Jack Brabham, con una Cooper-Climax ufficiale.